# Оглейз (окръг, Охайо)
Окръг Оглейз (на английски: Auglaize County) е окръг в щата Охайо, Съединени американски щати. Площта му е 1041 km², а населението - 46 611 души (2000). Административен център е град Уапаконета.